# Спортивный центр Юаньшэнь
Спортивный центр Юаньшэнь (кит. упр. 源深体育中心体育场) — многофункциональный спортивный центр в Шанхае, КНР. В настоящее время в основном принимает футбольные матчи. Является домашней ареной для клуба первого дивизиона «Шанхай Шэньсинь». Максимальная вместимость — 20,000 человек, для футбольных матчей вместимость ограничена до 16,000.

## Мероприятия
18 октября 2009 года в рамках азиатского турне «2nd Asia Tour — Super Show 2» на стадионе прошел концерт южнокорейского бойз-бэнда Super Junior. В это же время состоялась церемония открытия 11-го Международного фестиваля искусств в Шанхае, который проводило Министерство культуры КНР.